# Жан Мулен
Жан Муле́н (фр. Jean Moulin; 20 червня 1899 Безьє, Еро, Франція — 8 липня 1943 поблизу Меца, Мозель, Франція) — герой французького Опору, очолював Національну раду Руху Опору у Франції. Префект департаменту Аверон (від 1937).